# Michael Glawogger
Michael Glawogger (né le 3 décembre 1959 à Graz et décédé le 22 avril 2014 à Monrovia au Liberia) est un réalisateur, scénariste et directeur de la photographie autrichien.

## Biographie
Il étudie d'abord de 1981 à 1982 au San Francisco Art Institute avant d'aller à la Filmakademie de Vienne.
De même qu'Ulrich Seidl, avec qui il collabore à plusieurs reprises, il réalise souvent des documentaires de moyen ou long métrage. Il les tourne le plus souvent dans beaucoup d'endroits du monde pour traiter de la mondialisation comme pour Megacities ou La Mort du travailleur. Sa fiction Slumming est sélectionnée à la Berlinale 2006. Il revient ensuite au documentaire avec Whores’ Glory qui traite de la prostitution.
Il meurt de la malaria le 23 avril 2014 lors d'un tournage au Liberia.

## Filmographie
- 1989 : Krieg in Wien (avec Ulrich Seidl)
- 1995 : Die Ameisenstraße
- 1996 : Kino im Kopf
- 1998 : Megacities (Documentaire)
- 1999 : Frankreich, wir kommen! (Documentaire)
- 2002 : Zur Lage: Österreich in sechs Kapiteln (avec Barbara Albert, Ulrich Seidl, Michael Sturminger)
- 2003 : Nacktschnecken
- 2005 : La Mort du travailleur (Workingman’s Death) (documentaire)
- 2006 : Slumming
- 2009 : Das Vaterspiel
- 2009 : Contact High
- 2011 : Whores’ Glory} (documentaire)
- 2011 : 60 Seconds of Solitude in Year Zero (un segment d'une minute du film collectif)

## Récompenses

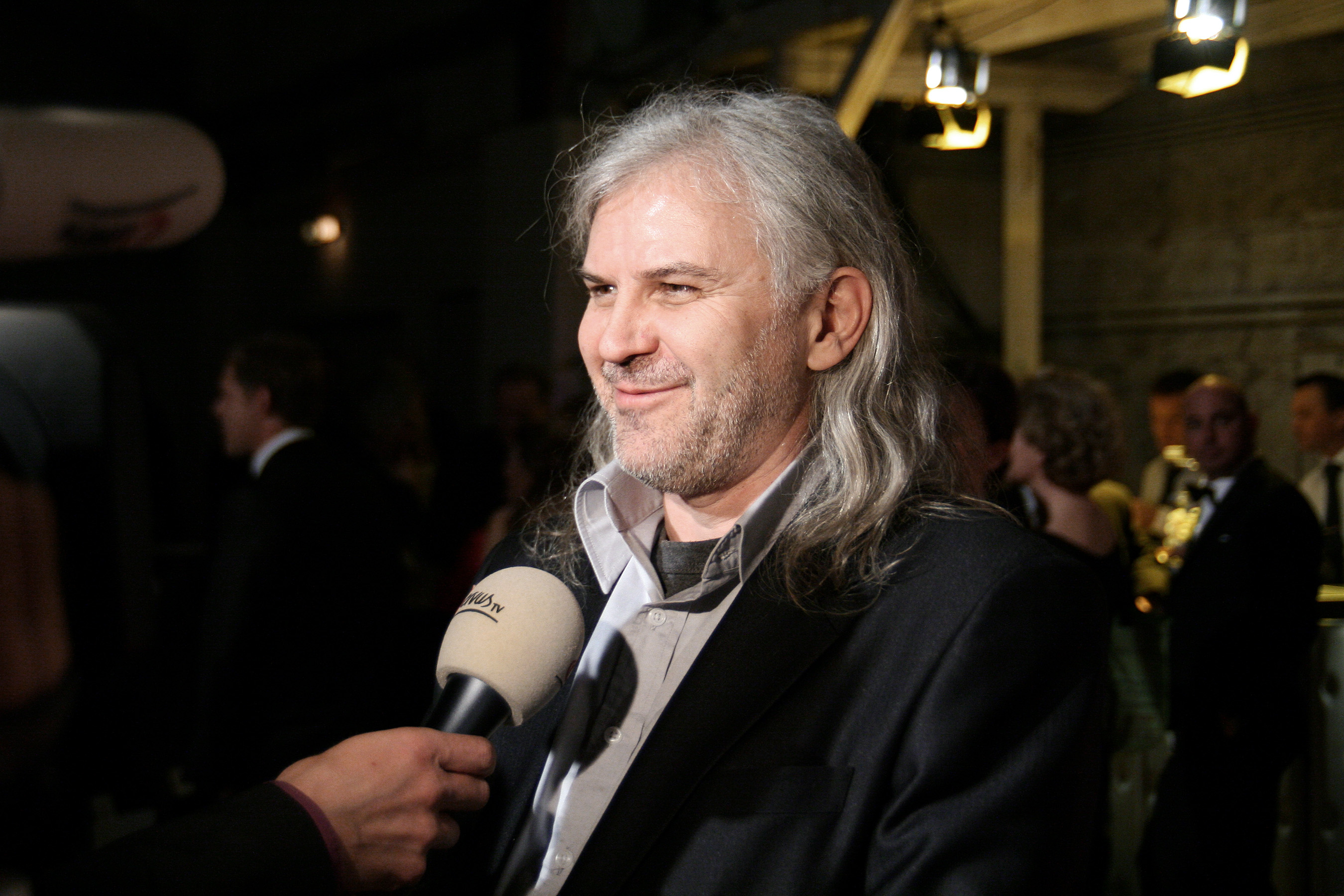
Michael Glawogger, lauréat à lÖsterreichischer Filmpreis (2012).

- Pour La Mort du travailleur-Workingman’s Death
  - Prix du jury de la Fédération internationale de la presse cinématographique au Festival international du film documentaire et du film d'animation de Leipzig en 2005
  - Grierson Award au Festival du film de Londres en 2005
  - Meilleur film documentaire au Festival international du film d'Erevan en 2006
  - Prix du film allemand du meilleur documentaire en 2007
- Pour Whores’ Glory
  - Prix spécial du jury de la sélection Orizzonti à la Mostra de Venise 2011